# مقاطعة تايلور (ويسكونسن)
مقاطعة تايلور هي مقاطعة في ويسكونسن، بلغ عدد سكانها 20٬689  نسمة، في 2010، عاصمتها ميدفورد، تبلغ مساحتها 2٬550 كيلومتر مربع.

## الموقع
تشترك في الحدود مع:
- مقاطعة برايس
- مقاطعة كلارك
- مقاطعة تشيبيوا (ولاية ويسكونسن)
- مقاطعة ماراثون (ويسكونسن)
- مقاطعة لنكولن
- مقاطعة راسك.

## التقسيمات الإدارية
- ميدفورد.